# Hatamoto

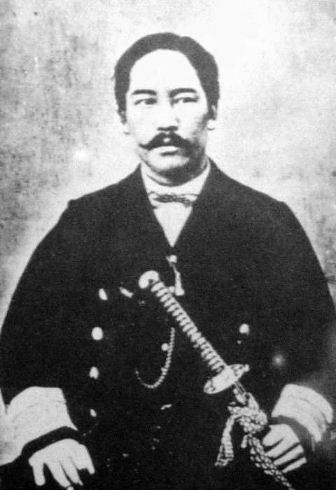
Enomoto Takeaki, un famós hatamoto de finals del període Edo

Un hatamoto (旗本) era un samurai al servei directe del shogunat Tokugawa al Japó. Mentre que els tres shogunats de la història del Japó tenien servents oficials, en els dos anteriors eren referits com gokenin. No obstant això, durant el període Edo els hatamoto eren els servents de major rang de la casa Tokugawa, mentre que els gokenin eren els de menor rang. No hi havia una diferència clara entre els dos en termes d'ingressos, però els hatamoto tenien dret de demanar una audiència directa amb el shogun mentre que els gokenin no. La paraula hatamoto significa literalment "a la base de la bandera", i comunament es tradueix com a "banderer". Un altre terme que es va utilitzar en el període Edo per als hatamoto va ser jikisan hatamoto (直参旗本), el qual es prenia com "hatamoto directe del shogunat", la qual cosa servia per a diferenciar entre la generació passada de hatamoto que servien a diversos senyors.